# 로망슈 해구

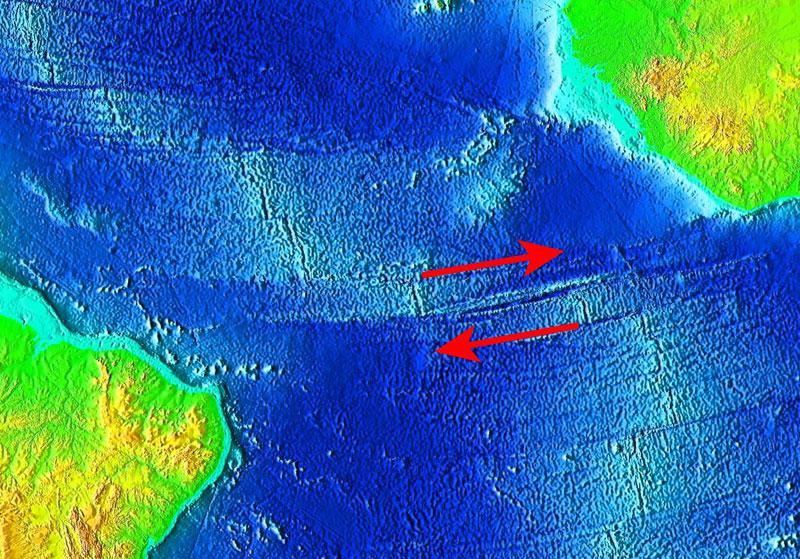
로망슈 해구. 빨간색은 텍토닉 플레이트의 움직임의 방향을 가리킨다.

로망슈 해구(Romanche Trench, Romanche Furrow, Romanche Gap)는 푸에르토리코 해구와 사우스샌드위치 해구에 이어 대서양의 주요 해구 중 3번째로 깊은 해구이다. 대서양 중앙 해령(MAR)을 이등분한다. 이 해구는 대서양 중앙 해령의 단면차를 가져오는 활발한 변환 단층의 일부인 로망슈 단열대(Romanche fracture zone)의 움직임에 의해 형성된다.
1883년 10월 11일 이 해구의 모습을 확인한 프랑스의 선박 라로망슈(La Romanche)의 이름을 따서 지어졌다. 이 배는 첫 국제극지년의 일부로서 혼곶 주변에서 과학 임무를 수개월간 보낸 이후 프랑스로 귀환하는 중이었다.

## 참고 자료
- Schlitzer, R.; Roether, W.; Weidmann, U.; Kalt, P.; Loosli, H. H. (1985). “A meridional 14C and 39Ar section in northeast Atlantic deep water”. 《Journal of Geophysical Research》 90 (C10): 6945–6952. Bibcode:1985JGR....90.6945S. doi:10.1029/JC090iC04p06945.
- Mercier, H.; Speer, K.G. (1998). “Transport of Bottom Water in the Romanche Fracture Zone and the Chain Fracture Zone”. 《Journal of Physical Oceanography》 28 (5): 779–790. doi:10.1175/1520-0485(1998)028<0779:TOBWIT>2.0.CO;2.